# کامن رایدر
کامن رایدر (انگلیسی: Kamen Rider) همچنین به عنوان دهه کامن رایدر شناخته می‌شود)، یک ادبیات داستانی ابرقهرمانی است که از برنامه‌های تلویزیونی توکوساتسو، فیلم‌ها، مانگا و انیمه، ایجاد شده توسط هنرمند مانگا شوتارو ایشینوموری است.